# Lomas de Nueva York
Lomas de Nueva York är en ort i Mexiko.   Den ligger i kommunen Aguascalientes och delstaten Aguascalientes, i den centrala delen av landet, 400 km nordväst om huvudstaden Mexico City. Lomas de Nueva York ligger 1 921 meter över havet och antalet invånare är 382.
Terrängen runt Lomas de Nueva York är lite kuperad, och sluttar brant västerut. Runt Lomas de Nueva York är det tätbefolkat, med 459 invånare per kvadratkilometer. Närmaste större samhälle är Aguascalientes, 10,4 km norr om Lomas de Nueva York. Trakten runt Lomas de Nueva York består till största delen av jordbruksmark.